# François Lanusse
Pour les articles homonymes, voir Lanusse.
 (septembre 2019).
Si vous disposez d'ouvrages ou d'articles de référence ou si vous connaissez des sites web de qualité traitant du thème abordé ici, merci de compléter l'article en donnant les références utiles à sa vérifiabilité et en les liant à la section « Notes et références ».
François Lanusse, né le 3 novembre 1772 à Habas en France, et mort de ses blessures reçues à la bataille de Canope en Égypte le 21 mars 1801, est un général de division de la Révolution française.

## États de service
François Lanusse naît le 3 novembre 1772 à Habas, petit village gascon, et est baptisé le même jour. Il est le fils de Jean-Baptiste Lanusse et de Jeanne Hillotte, et le frère cadet de Pierre Lanusse, né quatre ans plus tôt. 
En 1792 il s'enrôle dans le 4e bataillon de volontaires nationaux de la Haute-Vienne. En 1793 il est à l'armée des Pyrénées-Occidentales sous Dugommier. Le 24 novembre 1794 il est promu adjudant-général chef de brigade.
En 1795 il passe à l'armée d'Italie. Le 27 avril 1796 il est nommé général de brigade à titre provisoire. Le 1er mai 1796, il est confirmé général de brigade. En 1798 il participe à l'expédition d'Égypte. Le 25 août 1798 le général en chef Bonaparte lui ordonne en personne de se rendre à Alqam et de brûler le village en représailles de l'assassinat de son aide de camp Jullien, survenu 3 semaines auparavant : "Il fera connaître, par une proclamation qu'il répandra dans les villages voisins, qu'Alqam a été brûlé pour avoir assassiné des Français qui naviguaient sur le Nil". Le 26 janvier 1800 il est nommé général de division à titre provisoire, et le 6 septembre 1800 il est confirmé général de division.
Le 21 mars 1801, à la bataille de Canope, il est mortellement blessé d'un biscaïen à la cuisse droite et meurt dans la nuit du 21 au 22, après amputation de la jambe droite par Larrey.
Son nom est inscrit sur la 25e colonne de l'arc de triomphe de l'Étoile, pilier Sud.

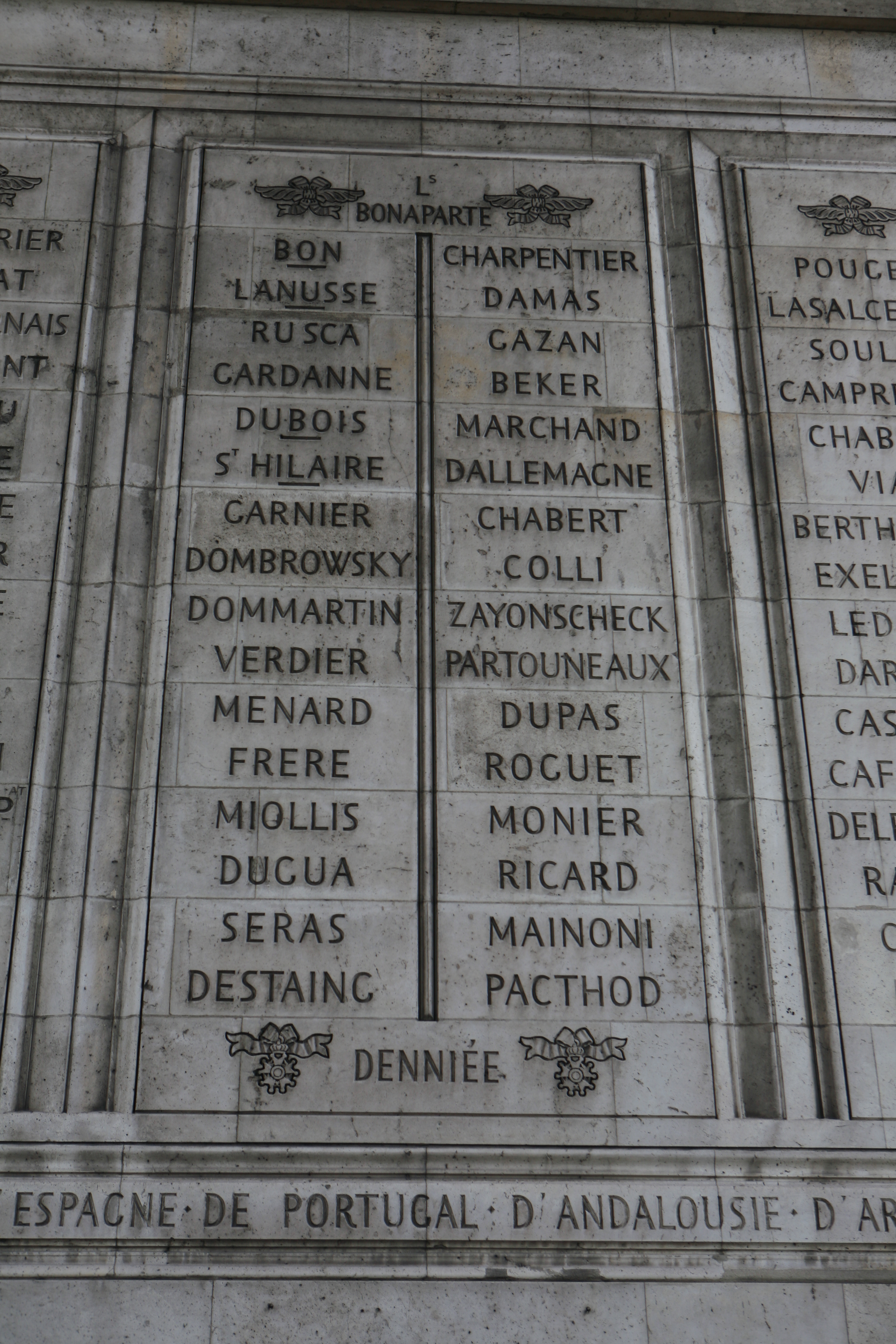
Noms gravés sous l'arc de triomphe de l'Étoile : pilier Sud, 25e et.

« Lors du débarquement des Anglais en Égypte, une masse de 12 à 13 000 hommes furent intrépidement attaqués par ce général qui n'en avait que 3 000. Brûlant d'ambition et ne désespérant pas d'en venir à bout à lui seul, il ne voulut attendre personne, d'abord, il renversa tout, fit un carnage immense, et succomba. S'il eût seulement 2 à 3 000 hommes de plus, il remplissait son projet. »

— Las Cases

« Le général Lannusse avait le feu sacré, il s'était distingué par des actions d'éclat aux Pyrénées, en Italie, il avait l'art de communiquer ses sentiments aux deux premiers. »

— Menou et Reynier, Napoléon Ier à Sainte-Hélène